# Esther Garrel
Pour les articles homonymes, voir Garrel.
Esther Garrel, née le 18 février 1991 dans le 14e arrondissement de Paris, est une actrice française.

## Biographie

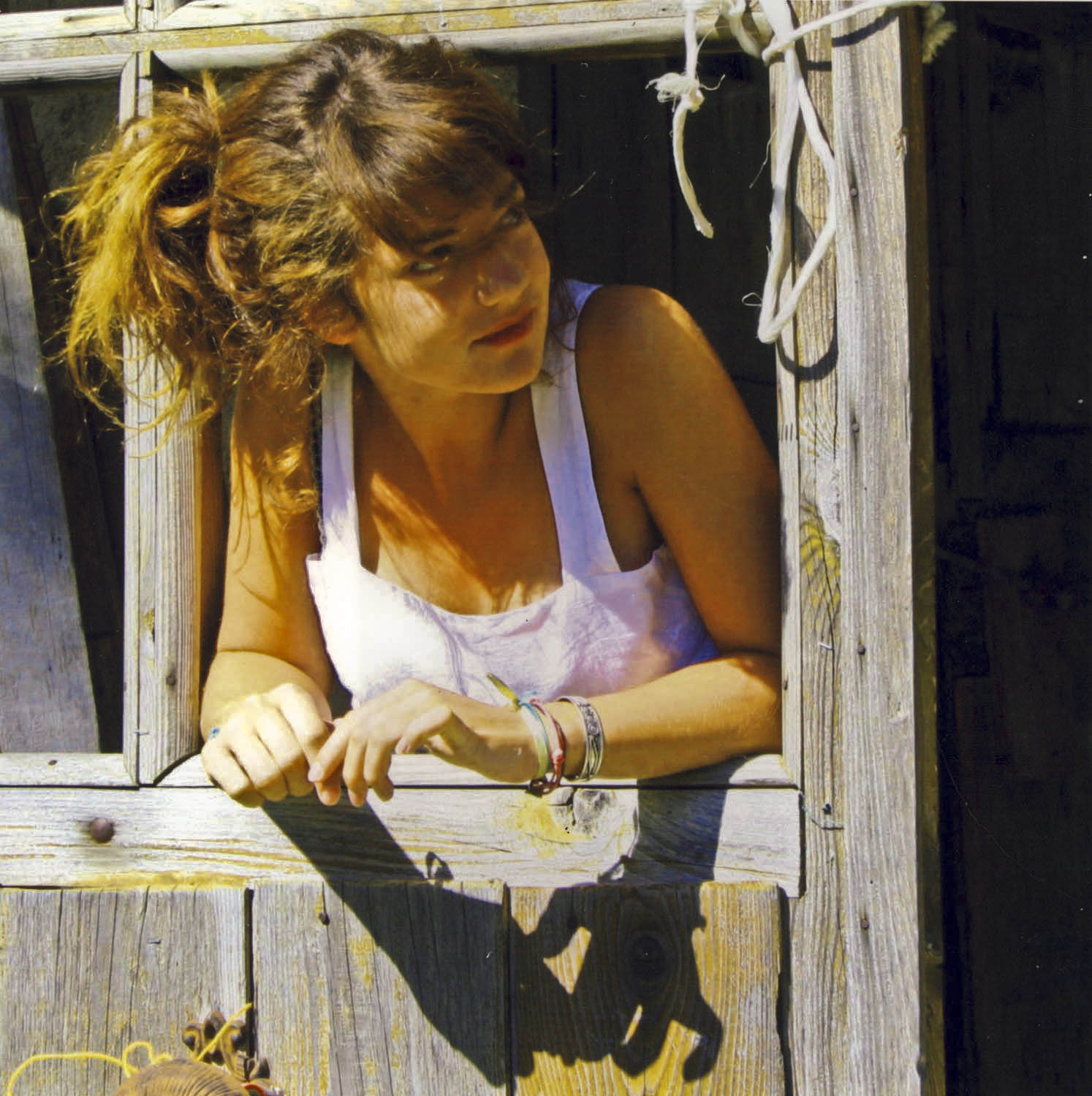
Esther Garrel en 2007.

Esther Garrel est née le 18 février 1991 à Paris.
Elle est la petite-fille de Maurice Garrel, la fille du réalisateur Philippe Garrel et de la comédienne Brigitte Sy, et la sœur du comédien Louis Garrel.
Elle fait ses premiers pas au cinéma dans le court métrage Zanzibar à Saint-Sulpice en 1999.
En 2017, elle joue dans le troisième long métrage du réalisateur italien Luca Guadagnino, Call Me by Your Name, où elle interprète la première copine d'Elio (Timothée Chalamet), Marzia.

## Filmographie

### Cinéma

#### Longs métrages
- 2001 : Sauvage Innocence de Philippe Garrel : la petite fille
- 2008 : La Belle Personne de Christophe Honoré : Esther
- 2009 : Un chat un chat de Sophie Fillières : Sibylle
- 2011 : L'Apollonide : Souvenirs de la maison close de Bertrand Bonello : une prostituée
- 2011 : Dix-sept Filles de Delphine Coulin et Muriel Coulin :  Flavie
- 2012 : Camille redouble de Noémie Lvovsky : Mathilde
- 2013 : Jeunesse de Justine Malle : Juliette
- 2013 : La Jalousie de Philippe Garrel : Esther
- 2015 : Marguerite et Julien de Valérie Donzelli : la meneuse à l'orphelinat
- 2015 : L'Astragale de Brigitte Sy : Marie
- 2016 : L'Indomptée de Caroline Deruas : Lucienne Heuvelmans
- 2017 : Call Me by Your Name de Luca Guadagnino : Marzia
- 2017 : C'est qui cette fille ? de Nathan Silver : Clémence
- 2017 : L'Amant d'un jour de Philippe Garrel : Jeanne
- 2019 : Sœurs d'armes de Caroline Fourest : Yaël
- 2021 : Les Aventures d'un mathématicien de Thorsten Klein : Françoise Ulam
- 2022 : Le Tourbillon de la vie d'Olivier Treiner : Emilie
- 2023 : Le Grand Chariot de Philippe Garrel : Martha
- 2024 : Race for Glory: Audi vs. Lancia de Stefano Mordini : Michèle Mouton

#### Courts métrages
- 1999 : Zanzibar à Saint-Sulpice de Gérard Courant
- 2008 : Mes copains de Louis Garrel
- 2010 : Where the Boys Are de Bertrand Bonello : Esther
- 2010 : Armandino e il madre de Valeria Golino : Sara
- 2013 : Les Carrés blancs d'Adrien Alonso Morrondo : la fille
- 2013 : Je sens plus la vitesse de Joanne Delachair : la fille
- 2013 : Ennui ennui de Gabriel Abrantes : Cher
- 2016 : Victor ou la piété de Mathias Gokalp : Camille
- 2016 : Après Suzanne de Félix Moati : Esther

### Télévision
- 2008 : Rien dans les poches de Marion Vernoux : Hélène Manikowski
- 2018 : Vingt-cinq de Bryan Marciano : Sophie
- 2018 : Vivre sans eux de Jacques Maillot : Adèle Terrazoni

### Clips
- 2013 : Avec ma voix de Philippe Barassat et Thibaut Coqueret
- 2019 :  Déjà Venise de Théo Leroyer, pour Clio